# Geschichtliche Grundbegriffe

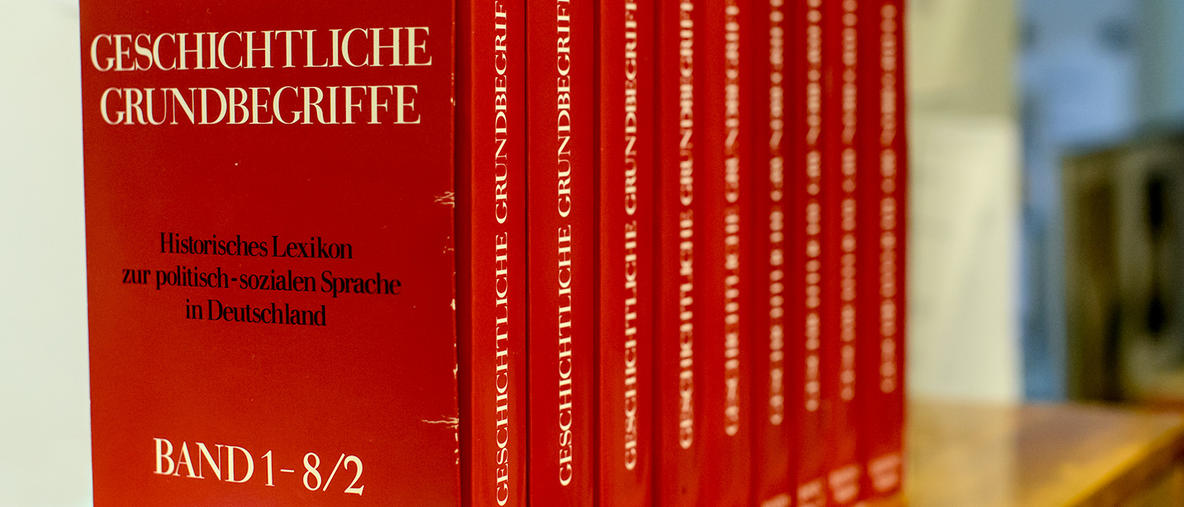
Buchdeckel und vollständige Sammlung der Buchreihe Geschichtliche Grundbegriffe von Otto Brunner, Werner Conze und Reinhart Koselleck (Hg.); Foto: Mika Federley, veröffentlicht auf der Webseite der Universität Helsinki, 2017.

Geschichtliche Grundbegriffe: Historisches Lexikon zur politisch-sozialen Sprache in Deutschland ist ein von 1972 bis 1997 im Klett-Cotta Verlag erschienenes begriffsgeschichtliches Handwörterbuch in acht Bänden, herausgegeben von den Historikern Otto Brunner, Werner Conze und Reinhart Koselleck im Auftrag des Arbeitskreises für moderne Sozialgeschichte. Es gilt als eines der Standardhilfsmittel der Geschichtswissenschaft. Namhafte Wissenschaftler verschiedener Fachbereiche wie Ernst-Wolfgang Böckenförde und Hans Ulrich Gumbrecht haben sich an ihm beteiligt.
Das insgesamt über 9000 Seiten starke Werk untersucht auf 20 bis 60 Seiten je Stichwort 122 Begriffe wie Herrschaft, Demokratie, Monarchie, Partei vor dem Hintergrund ihrer jeweiligen historischen Semantik. Dabei werden nicht nur die historischen, sondern auch die philosophischen, juristischen und ökonomischen Facetten der einzelnen Themen beleuchtet. Das Handwörterbuch beschränkt sich bei seinen Betrachtungen vorwiegend auf die Zeit von 1700 bis zur Gegenwart, doch auch Inhalte aus der Antike oder dem Mittelalter werden mitberücksichtigt.

## Einträge

### Band 1 (1972) A–D
Redaktor: Reinhart Koselleck unter Mitarbeit von Christian Meier, ISBN 3-12-903850-7
- Adel, Aristokratie – Christian Meier & Werner Conze
- Anarchie, Anarchismus, Anarchist – Christian Meier & Peter Christian Ludz
- Angestellter – Jürgen Kocka
- Antisemitismus – Reinhard Rürup & Thomas Nipperdey
- Arbeit – Werner Conze
- Arbeiter – Werner Conze
- Aufklärung – Horst Stuke
- Ausnahmezustand – Hans Boldt
- Autarkie – Hannah Rabe
- Autorität – Horst Rabe
- Bauer, Bauernstand, Bauerntum – Werner Conze
- Bedürfnis – Utta Kim-Wawrzinek & Johann Baptist Müller
- Beruf – Werner Conze
- Bildung – Rudolf Vierhaus
- Brüderlichkeit, Bruderschaft, Brüderschaft, Verbrüderung, Bruderliebe – Wolfgang Schieder
- Bund, Bündnis, Föderalismus, Bundesstaat – Reinhart Koselleck
- Bürger, Staatsbürger, Bürgertum – Manfred Riedel
- Cäsarismus, Napoleonismus, Bonapartismus, Führer, Chef, Imperialismus – Dieter Groh
- Christentum – Trutz Rendtorff
- Exkurs: christlich-sozial – Annette Kuhn
- Demokratie – Werner Conze, Christian Meier, Reinhart Koselleck, Hans Maier & Hans Leo Reimann
- Diktatur – Ernst Nolte

### Band 2 (1975) E–G
Redaktor: Reinhart Koselleck unter Mitarbeit von Christian Meier, ISBN 3-12-903860-4
- Ehre, Reputation – Friedrich Zunkel
- Eigentum – Dieter Schwab
- Einheit – Dirk Blasius, Lothar Gall & Krista Segermann
- Emanzipation – Karl Martin Graß & Reinhart Koselleck
- Entwicklung, Evolution – Wolfgang Wieland
- Fabrik, Fabrikant – Dietrich Hilger
- Familie – Dieter Schwab
- Fanatismus – Werner Conze & Helga Reinhart
- Faschismus – Ernst Nolte
- Feudalismus, feudal – Otto Brunner
- Fortschritt – Christian Meier & Reinhart Koselleck
- Freiheit – Jochen Bleicken, Werner Conze, Christof Dipper, Horst Günther, Diethelm Klippel, Gerhard May & Christian Meier
- Friede – Wilhelm Janssen
- Geschichte, Historie – Odilo Engels, Horst Günther, Christian Meier & Reinhart Koselleck
- Gesellschaft, bürgerliche – Manfred Riedel
- Gesellschaft, Gemeinschaft – Manfred Riedel
- Gesetz – Rolf Grawert
- Gewaltenteilung – Hans Fenske
- Gleichgewicht, Balance – Hans Fenske
- Gleichheit – Otto Dann
- Grundrechte, Menschen- und Bürgerrechte, Volksrechte – Gerd Kleinheyer

### Band 3 (1982) H–Me
Redaktor: Reinhart Koselleck, ISBN 3-12-903870-1
- Herrschaft – Horst Günther, Dietrich Hilger, Karl-Heinz Ilting, Reinhart Koselleck & Peter Moraw
- Hierarchie – Heinz Rausch
- Ideologie – Ulrich Dierse
- Imperialismus – Jörg Fisch, Dieter Groh & Rudolf Walther
- Industrie, Gewerbe – Dietrich Hilger & Lucian Hölscher
- Interesse – Jörg Fisch, Reinhart Koselleck & Ernst Wolfgang Orth
- Internationale, International, Internationalismus – Peter Friedemann & Lucian Hölscher
- Kapital, Kapitalist, Kapitalismus – Marie-Elisabeth Hilger & Lucian Hölscher
- Kommunismus – Wolfgang Schieder
- Konservativ, Konservatismus – Rudolf Vierhaus
- Krieg – Wilhelm Janssen
- Krise – Reinhart Koselleck
- Kritik – Kurt Röttgers
- Legitimität, Legalität – Thomas Würtenberger
- Liberalismus – Rudolf Vierhaus
- Exkurs: Wirtschaftlicher Liberalismus – Rudolf Walther
- Macht, Gewalt – Karl-Georg Faber; Karl-Heinz Ilting & Christian Meier
- Marxismus – Rudolf Walther
- Materialismus – Idealismus – Hermann Braun
- Mehrheit, Minderheit, Majorität, Minorität – Wolfgang Jäger
- Menschheit, Humanität, Humanismus – Hans Erich Bödeker

### Band 4 (1978) Mi–Pre
Redaktor: Werner Conze unter Mitarbeit von Christian Meier, ISBN 3-12-903880-9
- Militarismus – Werner Conze, Michael Geyer & Reinhard Stumpf
- Mittelstand – Werner Conze
- Modern, Modernität, Moderne – Hans Ulrich Gumbrecht
- Monarchie – Hans Boldt, Werner Conze, Jochen Martin & Hans K. Schulze
- Natur – Heinrich Schipperges
- Naturrecht – Karl-Heinz Ilting
- Neutralität – Michael Schweitzer & Heinhard Steiger
- Nihilismus – Manfred Riedel
- Öffentlichkeit – Lucian Hölscher
- Opposition – Wolfgang Jäger
- Organ, Organismus, Organisation politischer Körper – Ernst-Wolfgang Böckenförde & Gerhard Dohrn-van Rossum
- Pädagogik – Wilhelm Rössler
- Parlament, parlamentarische Regierung, Parlamentarismus – Hans Boldt
- Partei, Fraktion – Klaus von Beyme
- Partikularismus – Irmline Veit-Brause
- Pazifismus – Karl Holl
- Politik – Volker Sellin
- Polizei – Franz-Ludwig Knemeyer
- Presse, Pressefreiheit, Zensur – Franz Schneider

### Band 5 (1984) Pro–Soz
Redaktor: Werner Conze, ISBN 3-12-903890-6
- Produktion, Produktivität – Volker Hentschel
- Proletariat, Pöbel, Pauperismus – Werner Conze
- Propaganda – Christof Dipper & Wolfgang Schieder
- Radikalismus – Peter Wende
- Rasse – Antje Sommer & Werner Conze
- Reaktion, Restauration – Panayotis Kondylis
- Recht, Gerechtigkeit – Fritz Loos & Hans-Ludwig Schreiber
- Reform, Reformation – Eike Wolgast
- Regierung, Regime, Obrigkeit – Volker Sellin
- Reich – Karl Otmar von Aretin, Werner Conze, Elisabeth Fehrenbach, Notker Hammerstein & Peter Moraw
- Repräsentation – Adalbert Podlech
- Republik, Gemeinwohl – Wolfgang Mager
- Revolution, Rebellion, Aufruhr, Bürgerkrieg – Neithard Bulst, Jörg Fisch, Reinhart Koselleck & Christian Meier
- Säkularisation, Säkularisierung – Werner Conze, Hans-Wolfgang Strätz & Hermann Zabel
- Sicherheit, Schutz – Werner Conze
- Sitte, Sittlichkeit, Moral – Karl-Heinz Ilting
- Sozialismus – Wolfgang Schieder
- Soziologie, Gesellschaftswissenschaften – Eckart Pankoke

### Band 6 (1990) St–Vert
Redaktor: Reinhart Koselleck, ISBN 3-12-903900-7
- Staat und Souveränität – Hans Boldt, Werner Conze, Görg Haverkate, Diethelm Klippel & Reinhart Koselleck
- Stand, Klasse – Werner Conze, Otto Gerhard Oexle & Rudolf Walther
- System, Struktur – Manfred Riedel
- Terror, Terrorismus – Rudolf Walther
- Toleranz – Gerhard Besier & Klaus Schreiner
- Tradition, Traditionalismus – Siegfried Wiedenhofer
- Tyrannis, Despotie – Hella Mandt
- Unternehmer – Hans Jäger
- Utopie – Lucian Hölscher
- Verein, Gesellschaft, Geheimgesellschaft, Assoziation, Genossenschaft, Gewerkschaft – Wolfgang Hardtwig
- Verfassung (I), Konstitution, Status, Lex fundamentalis – Heinz Mohnhaupt
- Verfassung (II), Konstitution, Grundgesetze – Dieter Grimm
- Vertrag, Gesellschaftsvertrag, Herrschaftsvertrag – Jörg Fisch & Wolfgang Kersting

### Band 7 (1992) Verw–Z
Redaktor: Reinhart Koselleck, ISBN 3-12-903912-0
- Verwaltung, Amt, Beamte – Sandro-Angelo Fusco, Reinhart Koselleck, Anton Schindling, Udo Walter & Bernd Wunder
- Völkerrecht – Heinhard Steiger
- Volk, Nation, Nationalismus, Masse – Fritz Gschnitzer, Reinhart Koselleck, Bernd Schönemann & Karl Ferdinand Werner
- Welt – Hermann Braun
- Wirtschaft – Johannes Burckhardt, Otto Gerhard Oexle & Peter Spahn
- Wohlfahrt, Wohltat, Wohltätigkeit, Caritas – Mohamed Rassem
- Würde – Panajotis Kondylis & Viktor Pöschl
- Zivilisation, Kultur – Jörg Fisch

### Band 8 in zwei Teilbänden (1997) Register
Bearbeitet und herausgegeben von Reinhart Koselleck und Rudolf Walther, ISBN 3-12-903911-2

## Ausgaben
- Otto Brunner, Werner Conze, Reinhart Koselleck (Hrsg.): Geschichtliche Grundbegriffe: Historisches Lexikon zur politisch-sozialen Sprache in Deutschland. 8 Bände in 9. Klett-Cotta, Stuttgart 1972–1997.
- Otto Brunner, Werner Conze, Reinhart Koselleck (Hrsg.): Geschichtliche Grundbegriffe: Historisches Lexikon zur politisch-sozialen Sprache in Deutschland. Studienausgabe, 8 Bände in 9: Band 1–7 sowie Registerbände 8/1 und 8/2, Klett-Cotta, Stuttgart 2004, ISBN 978-3-608-91500-6, (Datensatz der DNB).